# Xenyllodes
Xenyllodes är ett släkte av urinsekter. Xenyllodes ingår i familjen Odontellidae.
Släktet innehåller bara arten Xenyllodes armatus.